# Antoni Ros-Marbà
Antoni Ros-Marbà   (l'Hospitalet de Llobregat, 2 d'abril de 1937) és un músic, director d'orquestra i compositor català.

## Biografia
Nascut el 2 d'abril de 1937 al barri de Santa Eulàlia de la ciutat de L'Hospitalet, va estudiar al Conservatori Municipal de Música de Barcelona i es va formar a la direcció d'orquestra amb Eduard Toldrà, Sergiu Celibidache i Jean Martinon. Després de la fundació de l'Orquestra Simfònica de Radiotelevisió Espanyola, l'any 1966 Ros-Marbà va guanyar el concurs pel qual va ser-ne nomenat director. Va fer de coach en el darrer El giravolt de maig que va dirigir Eduard Toldrà. «Vaig treballar l’obra directament amb ell. Acompanyava els cantants amb piano, va ser un moment meravellós», afirma Ros-Marbà. El 1992 va participar en la primera representació teatral de l'única òpera de Robert Gerhard, La Dueña, al Teatro de la Zarzuela i al Gran Teatre del Liceu.
El 1967 va aconseguir el càrrec de director de l'Orquestra Ciutat de Barcelona. El 1978 va arribar a ser director titular de l'Orquestra Nacional d'Espanya, càrrec que ostentà fins al 1981. També va dirigir, entre 1979 i 1986, l'Orquestra de Cambra dels Països Baixos (Nederlands Kamerorkest). Ha dirigit gran quantitat de prestigioses orquestres a tot el món i cal destacar la invitació que va rebre de Herbert von Karajan, el 1978, per dirigir l'Orquestra Filharmònica de Berlín.
Des de 2000 a 2012 fou el director titular de la Real Filharmonía de Galicia. Ha estat professor i director titular de la Càtedra d'Orquestra de Cambra Freixenet de l'Escola Superior de Música Reina Sofía de Madrid i director de l'Escola de Altos Estudos Musicais de Galícia, càrrecs que ha compaginat amb una intensa activitat concertística. També ha estat professor dels cursos de direcció del Conservatori Superior del Liceu.

## Composicions
Ha compost, entre d'altres, la música de la Història de Catalunya amb cançons (1972), amb lletra de Jaume Picas, i de Tirant lo Blanc (1977), cantata per a corals infantils amb lletra adaptada per Núria Albó, a partir d'un encàrrec del Secretariat de Corals Infantils de Catalunya. Una selecció de partitures d'Antoni Ros-Marbà es conserva a la Biblioteca de Catalunya. La selecció inclou partitures de l'època en què col·laborà amb l'Esbart Verdaguer.
A l'acte institucional de la Diada Nacional de Catalunya de l'11 de setembre de 2005, que es va celebrar al Parc de la Ciutadella, es va estrenar la nova versió de l'himne d'els Segadors realitzada per Ros-Marbà. Va ser interpretada per l'Orquestra Simfònica de Barcelona i Nacional de Catalunya i l'Orfeó Català.

## Reconeixements
El 1966 va rebre el Premi Internacional del Disc Arthur Honegger per l'enregistrament de Les set paraules de Crist a la Creu (Die Sieben letzten Worte unseres Erlösers an Kreuze), de Haydn.
Li han concedit igualment el Premi Nacional de Música del Ministeri de Cultura i la Creu de Sant Jordi de la Generalitat de Catalunya, durant l'any 1988, i la Medalla d'Or del Gran Teatre del Liceu de Barcelona, el gener de 2012.
La sarsuela La Dolores, de Tomás Bretón, dirigida per Antoni Ros-Marbà guanyà un Grammy Llatí al millor àlbum clàssic el 2000.
Distingit l’any 2002 com a fill predilecte de la ciutat de L'Hospitalet de Llobregat.
Rep la Medalla d’Or al Mèrit en les Belles Arts, atorgada pel Ministeri de Cultura, com a persona destacada en el camp de la creació artística i cultural corresponent a l'any 2023.